# 広瀬四郎
広瀬 四郎（ひろせ しろう、1901年（明治34年）3月26日 - 1984年（昭和59年）11月10日）は、大日本帝国陸軍軍人。最終階級は陸軍少将。

## 経歴
岐阜県出身。1921年（大正10年）7月、陸軍士官学校第33期卒業。1931年（昭和6年）陸軍大学校第43期卒業。
参謀本部鉄道班長を経て、1940年（昭和15年）8月、北支那方面軍第3課長となる。1941年（昭和16年）8月、陸軍大佐に進み、大東亜戦争に入ると支那派遣軍に転じた。ついで1943年（昭和18年）8月に第8方面軍第2部長に補され、終戦までラバウルの警備に就いた。この間、1945年（昭和20年）6月10日、陸軍少将に進んだ。
1947年（昭和22年）11月28日、公職追放仮指定を受けた。